# Cibotopteryx variegata
Cibotopteryx variegata är en insektsart som beskrevs av Rehn, J.A.G. 1905. Cibotopteryx variegata ingår i släktet Cibotopteryx och familjen Romaleidae. Inga underarter finns listade i Catalogue of Life.